# Ischnotoma (Ischnotoma) problematica
Ischnotoma (Ischnotoma) problematica is een tweevleugelige uit de familie langpootmuggen (Tipulidae). De soort komt voor in het Neotropisch gebied.